# ألما روزا أغيري
ألما روزا أغيري (بالإسبانية: Alma Rosa Aguirre)‏ هي ممثلة مكسيكية، ولدت في 19 فبراير 1929 في المكسيك.

## وصلات خارجية
- ألما روزا أغيري على موقع IMDb (الإنجليزية)
- ألما روزا أغيري على موقع قاعدة بيانات الفيلم (الإنجليزية)